# Stockton (Kansas)
Stockton é uma cidade localizada no estado americano de Kansas, no Condado de Rooks.

## Demografia
Segundo o censo americano de 2000, a sua população era de 1558 habitantes.
Em 2006, foi estimada uma população de 1439, um decréscimo de 119 (-7.6%).

## Geografia
De acordo com o United States Census Bureau tem uma área de 3,4 km², dos quais 3,4 km² cobertos por terra e 0,0 km² cobertos por água. Stockton localiza-se a aproximadamente 549 m acima do nível do mar.

## Localidades na vizinhança
O diagrama seguinte representa as localidades num raio de 28 km ao redor de Stockton.